# Соната для клавира № 1 (Моцарт)
Соната для клавира № 1 до мажор, K. 279/189d ― произведение Вольфганга Амадея Моцарта, написанное (за исключением четырёхтактового вступления) во время его визита в Мюнхен для постановки оперы «Мнимая садовница» с конца 1774 по начало 1775 года. На момент завершения произведения композитору было девятнадцать лет. Моцарт начал сочинять сонаты сравнительно поздно, поскольку в то время они писались в первую очередь для домашнего музицирования, а не для исполнения на концертах.
Типичное исполнение сонаты длится около 15 минут. Особенность произведения состоит в том, что все три его части написаны в сонатной форме. Данное сочинение было впервые исполнено в доме капельмейстера Кристиана Каннабиха 2 ноября 1775 года.

## Структура
Соната состоит из трёх частей:
1. Allegro. Темы этой части модулируют в соль минор и соль мажор.
2. Andante. Написана в фа мажоре, в разработке присутствуют модуляции в соль минор и ре минор.
3. Allegro. Последняя часть звучит в до мажоре и завершается кодой, состоящей из двух аккордов.